# Осада Циндао
Осада Циндао (англ. Siege of Tsingtao; нем. Belagerung von Tsingtau; венг. Csingtao ostroma; яп. 青島の戦い, Аосима но татакай) — осада порта Циндао, административного центра германской колонии Цзяо-Чжоу в Китае, японскими и британскими силами в ходе Первой мировой войны. Была крупнейшей операцией на Тихоокеанском театре военных действий Первой мировой войны, завершилась взятием города и оккупацией японскими войсками всей территории колонии.

## Положение перед осадой
Циндао, арендованный Германией у Китая в 1897 году, был стратегически важной базой военно-морского флота Германии. Немцы сделали его хорошо укреплённой крепостью, рассчитанной на 2—3 месяца осады. В августе 1914 года в Германии предполагали, что начавшаяся война дольше и не продлится. Гарнизон крепости состоял из четырёх тысяч немецких, австро-венгерских и китайских солдат и моряков. Базировавшаяся на Циндао германская Восточно-Азиатская эскадра под командованием адмирала фон Шпее ушла из порта в начале войны, чтобы дойти до Германии и избежать опасности её блокирования в гавани военно-морскими силами Антанты; в порту оставались австро-венгерский бронепалубный крейсер «Кайзерин Элизабет», германский небронированный крейсер «Корморан» и ещё несколько кораблей поменьше. С суши Циндао защищала двойная линия обороны, а с моря — береговые батареи. В любом случае крепость была рассчитана на отражение атаки британского или французского экспедиционного корпуса, но не на войну против близко расположенной Японии.
В Японии некоторое время раздумывали, на чьей стороне вступить в войну: союз с Антантой, хотя и сулил меньшую выгоду в случае победы, был более надёжен. 15 августа Япония предъявила Германии ультиматум с требованием передать Циндао японским властям. Германия попыталась оформить передачу Циндао Китаю, но Британия и Франция этому воспрепятствовали, а Китай объявил о нейтралитете. 23 августа Япония объявила Германии войну.

## Блокада
27 августа Циндао был блокирован японской эскадрой вице-адмирала Като Садакити. Для взятия города был выделен экспедиционный корпус численностью свыше 30 000 человек, тридцать девять военных кораблей и более пятидесяти транспортов. Британцы для содействия им выделили несколько кораблей и отряд в 1500 человек.
Учитывая опыт осады Порт-Артура в предыдущей русско-японской войне, подготовку к взятию Циндао японцы вели тщательно и методично. Высадка войск осуществлялась на территории нейтрального Китая и продолжалась более месяца, со 2 сентября по 5 октября 1914 года. 25 сентября войска перешли границу германской колонии, где в течение последующих четырёх дней выбили немцев с переднего рубежа обороны. После этого осаждающие начали готовить штурм крепости, активно применяя в ходе блокады тяжёлую артиллерию и разведывательные гидросамолёты. Несколько японских кораблей при этом подорвалось на минах, а британский эскадренный броненосец «Трайемф» типа «Суифтшюр» получил повреждения от огня береговых батарей.
В ночь с 17 на 18 октября немецкий миноносец S-90 одноимённого типа, под командованием капитан-лейтенанта Бруннера, попытался прорвать морскую блокаду. Ему удалось торпедировать и потопить японский бронепалубный крейсер «Такатихо», при этом погиб 271 человек. Вернуться в Циндао Бруннер не смог. Он планировал заправиться топливом в одном из нейтральных портов и продолжить атаковать японский флот, но из-за нехватки топлива ему пришлось выбросить миноносец на берег, после чего экипаж был интернирован китайскими властями.

## Штурм
31 октября японцы начали интенсивный артиллерийский обстрел города (за неделю было использовано 100 орудий, выпущено 43 500 снарядов) и постройку осадных сооружений, таких же, которые они использовали десять лет назад при взятии Порт-Артура. В ночь на 7 ноября планировался штурм, но под утро комендант Циндао Майер-Вальдек принял решение о сдаче крепости ввиду полного истощения боеприпасов. По его приказу над городскими укреплениями были подняты белые флаги. Тем не менее на некоторых участках произошли схватки из-за того, что рано утром японцы при плохом освещении не увидели флагов, или немцы не успели получить приказ о сдаче. Но количество таких случаев было минимально вследствие грамотно подготовленной сдачи крепости. В частности, немцы методично уничтожили всё, что было в крепости, начиная от верфи и кораблей, затопленных в заливе Цзяочжоу, заканчивая казармами, покинутыми к моменту штурма. При сдаче крепости японскому командованию передано: 2500 шт. винтовок, 30 пулемётов, боезапаса к ним — «большое количество», снарядов — «несколько штук», продовольственных запасов — на 3 месяца из расчёта на 5000 чел., денег — 12 000 иен, угля — 10 000 т, автомашин — 40 штук.
Спустя 3 дня после окончания осады происходило траление минных заграждений, поставленных в ходе подготовки к обороне, и из-за ошибки при тралении взорвался японский миноносец № 33, погибло 5 человек и ранено 4. 11 ноября при неумелом разоружении германского фугаса перед одним из номерных фортов взрывом были убиты 1 офицер и 8 солдат, и ранены 1 офицер и 56 солдат (все убитые и раненые — японцы). На следующий день при аналогичных обстоятельствах погиб ещё один японский офицер.

## Последствия
До конца войны территория бывшей немецкой колонии оставалась под японской оккупацией. Тем не менее китайцы надеялись, что ввиду участия Китая в войне на стороне Антанты западные державы примут решение о возврате Циндао Китаю. Парижская мирная конференция в 1919 году сохранила Циндао за Японией. В ответ в Китае развернулась мощная всенародная борьба, вошедшая в историю как «Движение 4 мая», под влиянием которого китайская делегация отказалась подписывать в Париже мирный договор. После подписания в 1921 году Китаем сепаратного мирного договора с Германией посредничество в урегулировании вопроса взяли на себя Соединённые Штаты Америки. В ходе Вашингтонской конференции Япония была вынуждена 4 февраля 1922 года подписать соглашение о возвращении Китаю всех оккупированных ею территорий.

## В искусстве
Художественный фильм «Осада форта Бисмарк» (1963) японского режиссёра Кэнго Фурусавы повествует о становлении японской палубной авиации в ходе осады Циндао.
В немецко-японском фильме Baruto no Gakuen (2006) показаны последние моменты осады и капитуляция немецких войск, которые сдались в плен японским войскам. Основное внимание в сюжете уделено японскому лагерю для военнопленных «Бандо».

## Галерея

Осада Циндао
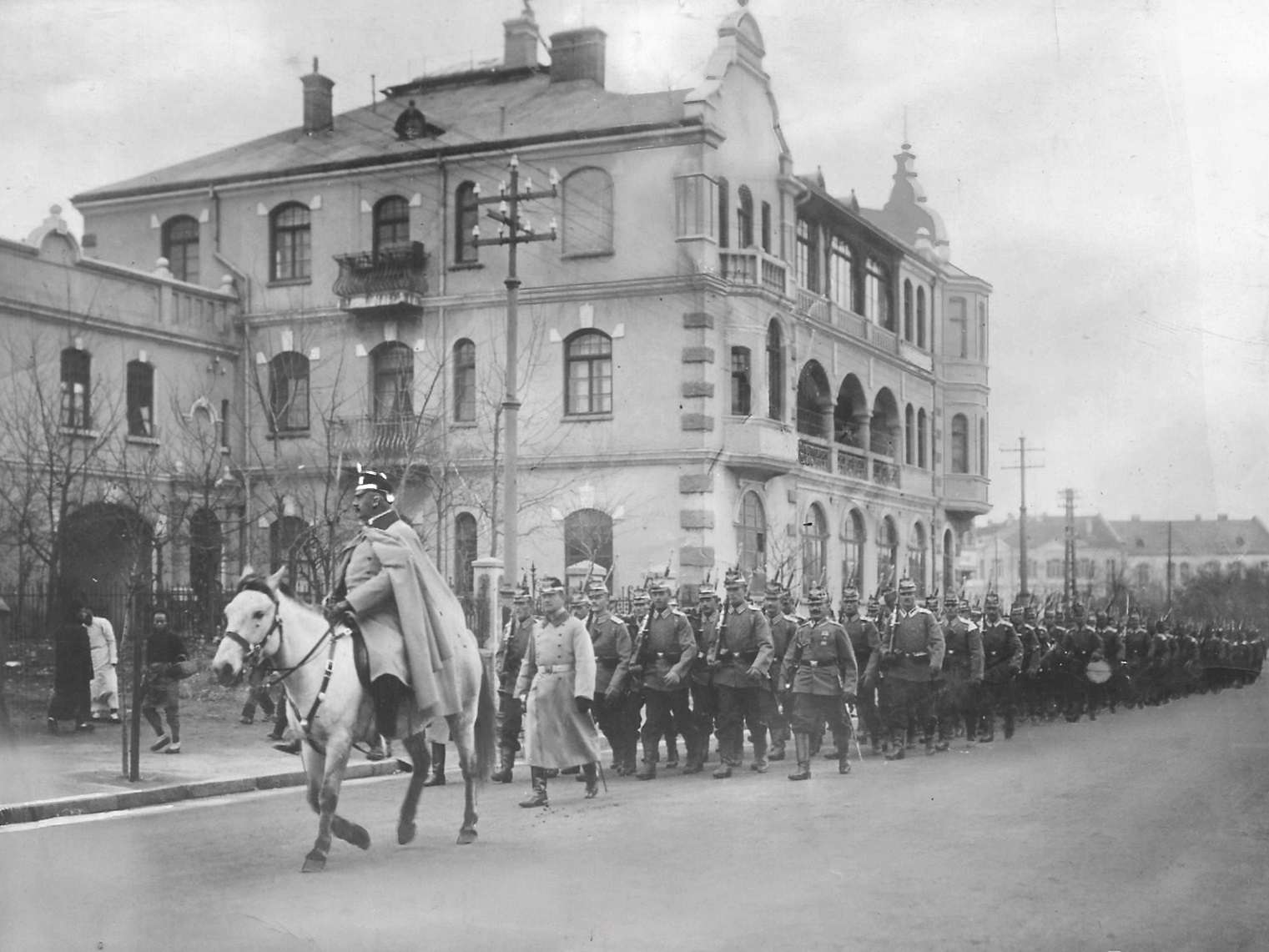
Германские войска в Циндао.
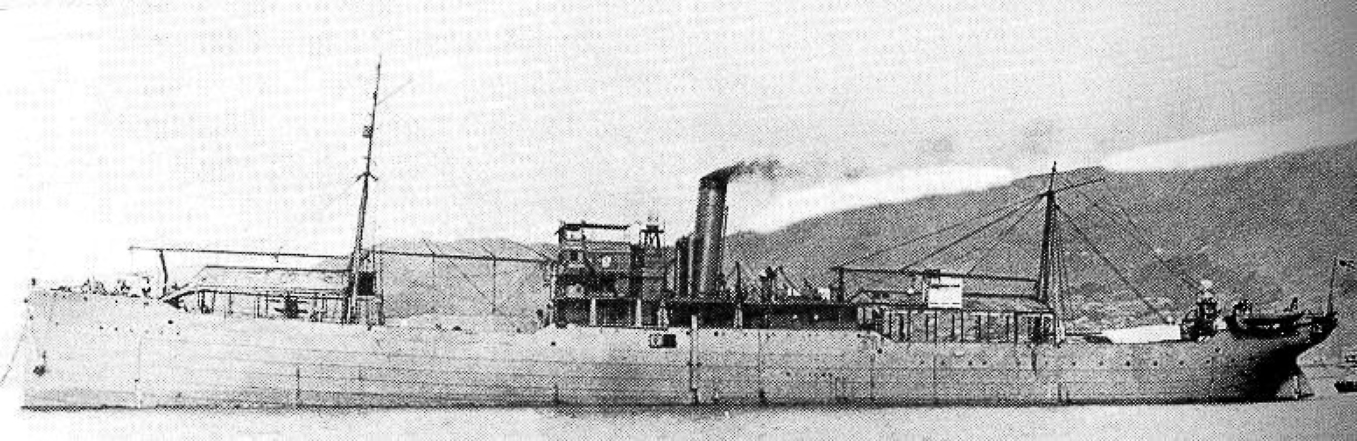
Японский транспорт «Вакамия», служивший базой для гидросамолётов, участвовавших в осаде Циндао.
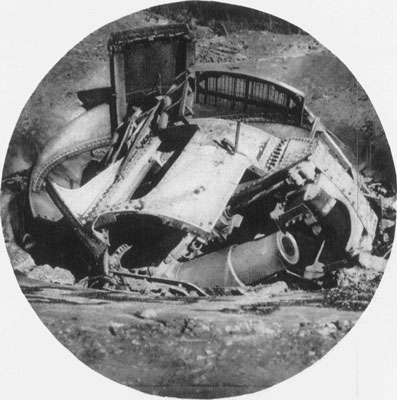
Немецкая 28-см гаубица батареи «Южный Бисмарк».
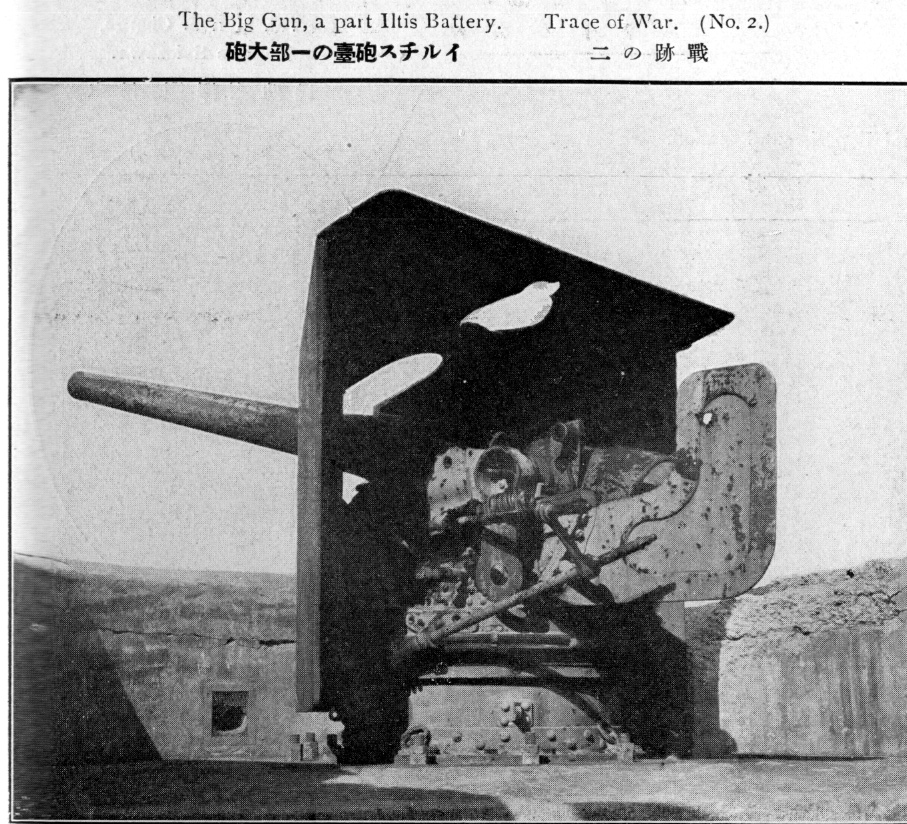
105-мм орудие австро-венгерского производства батареи «Верхний Ильтис».
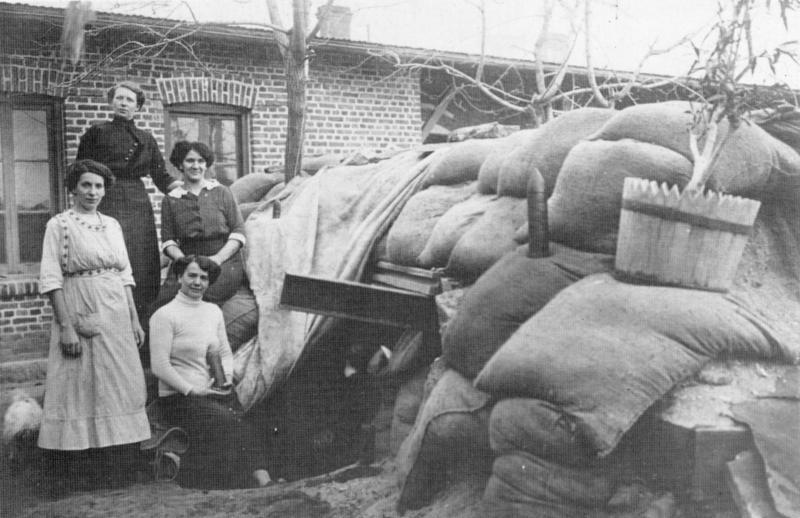
На городской улице.
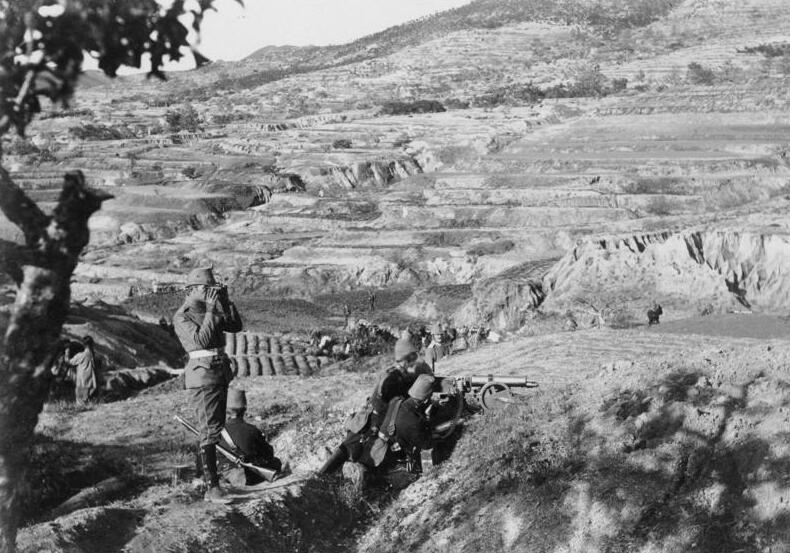
Немецкая батарея в Циндао.
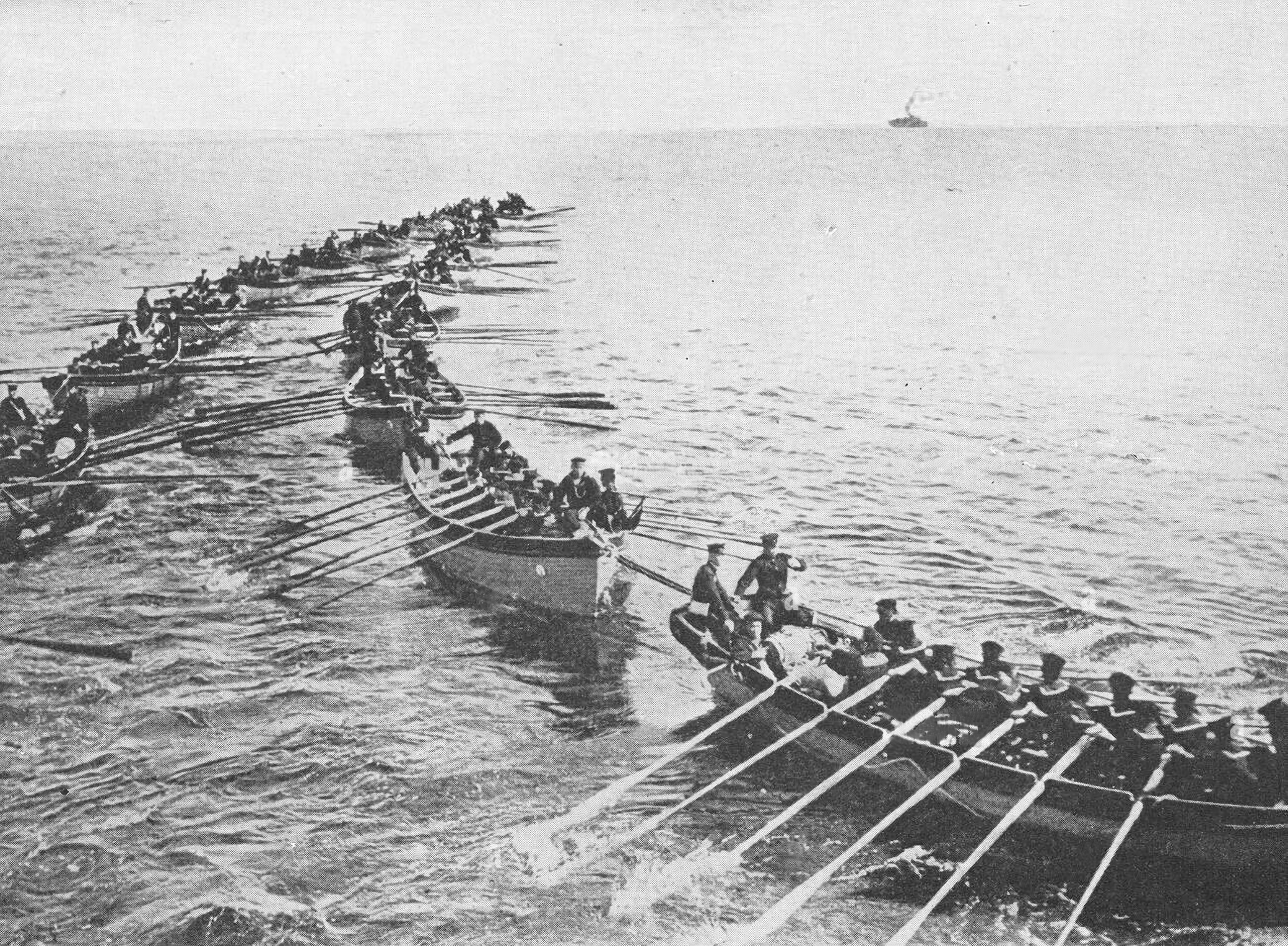
Высадка японского десанта.
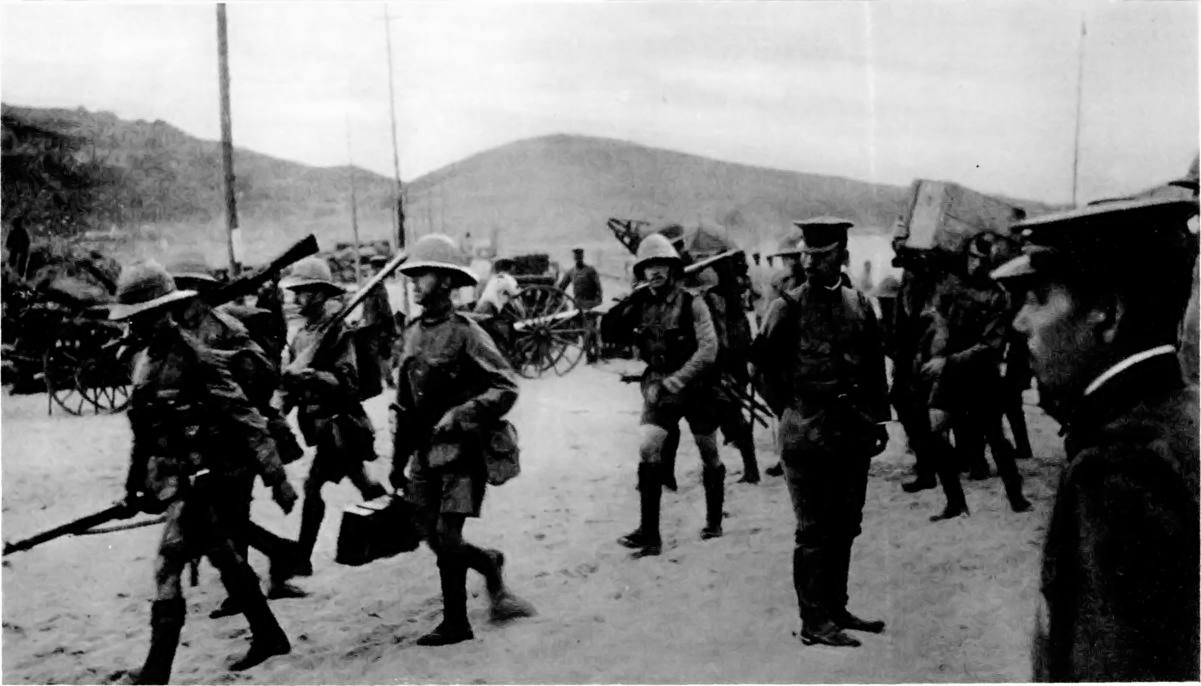
Прибытие британского корпуса в Циндао.
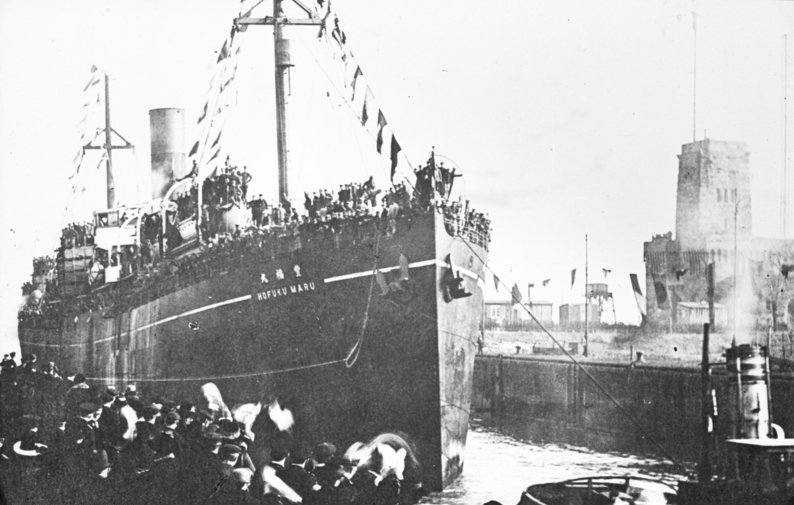
Захваченное в Циндао германское судно, возвращённое Германии в 1920 году.
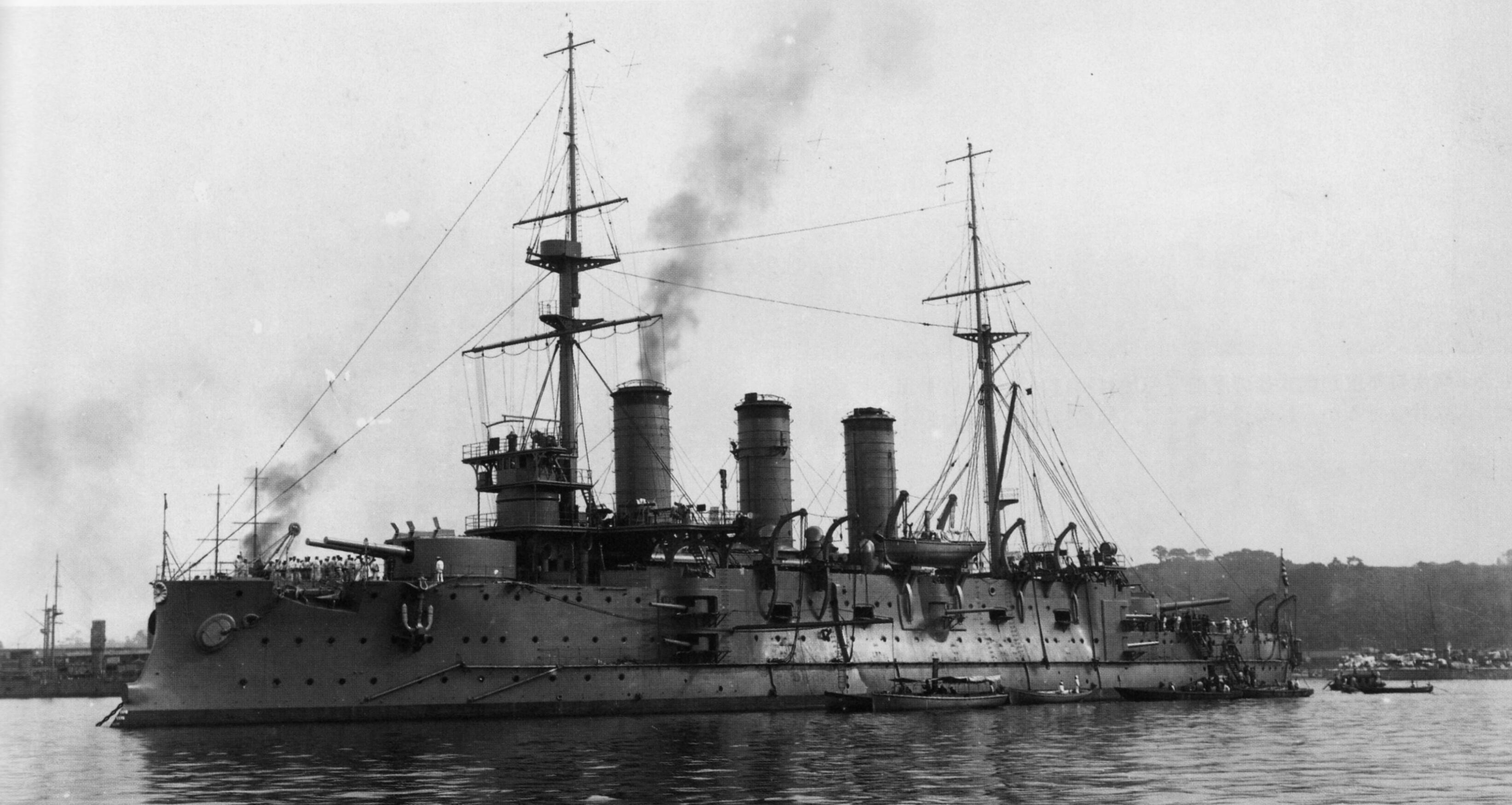
«Суво» — флагман японской эскадры в Циндао.